# 长香螺
长香螺（学名：Hemifusus colosseus），是新腹足目香螺科Hemifusus属的一种。主要分布于台湾，常栖息在温带及热带海域20－50米深的浅海沙泥底。